# حادثة سجن بغداد
حادثة سجن بغداد أو مجزرة سجن بغداد أو تمرد سجن بغداد هي حادثة وقعت في سجن بغداد في 17 حزيران سنة 1953م، قامت بها قوات الشرطة وقُتل فيها 7 سجناء وجرح 96 سجينا وشرطيًا.

## خلفية
أعلنت وزارة نور الدين محمود الأحكام العرفية قامت بأعتقال قادة انتفاضة انتفاضة 1952، والذين كان أغلبهم من الشيوعيون.

## تفاصيل
بعد أن شكل جميل المدفعي وزارته السادسة اصدر امراً بنقل السجناء من سجن بغداد إلى سجن بعقوبة فرفض السجناء ذلك وحدثت اضطرابات في السجن وقام وكيل متصرف لواء بغداد بتهديئهم وفلم ينفع ذلك فأرسل الشرطة لأقتحام السجن بدون اطلاق نار وبعد ان حدثت صدامات بين الشرطة والسجناء قام الشرطة بأطلاق النار فقتل 7 سجناء وجرح 23 من السجناء وجرح 73 شرطي ومفوض.